# Долнє Време
Долнє Време (словен. Dolnje Vreme) — поселення в общині Дівача, Регіон Обално-крашка, Словенія. Висота над рівнем моря: 433,6 м.